# Saint-Pardoux (Alto Vienne)
 Saint-Pardoux  (en occitano Sent Perdos) es una localidad y comuna francesa, en la región de Lemosín, departamento de Alto Vienne, en el distrito de Bellac y cantón de Bessines-sur-Gartempe.
Está integrada en la Communauté de communes Gartempe-Saint-Pardoux.

## Demografía
| 711 | 633 | 497 | 465 | 482 | 466 | 526 |
| Para los censos de 1962 a 1999 la población legal corresponde a la población sin duplicidades (Fuente: INSEE [Consultar]) |     |     |     |     |     |     |